# Yuval Noah Harari

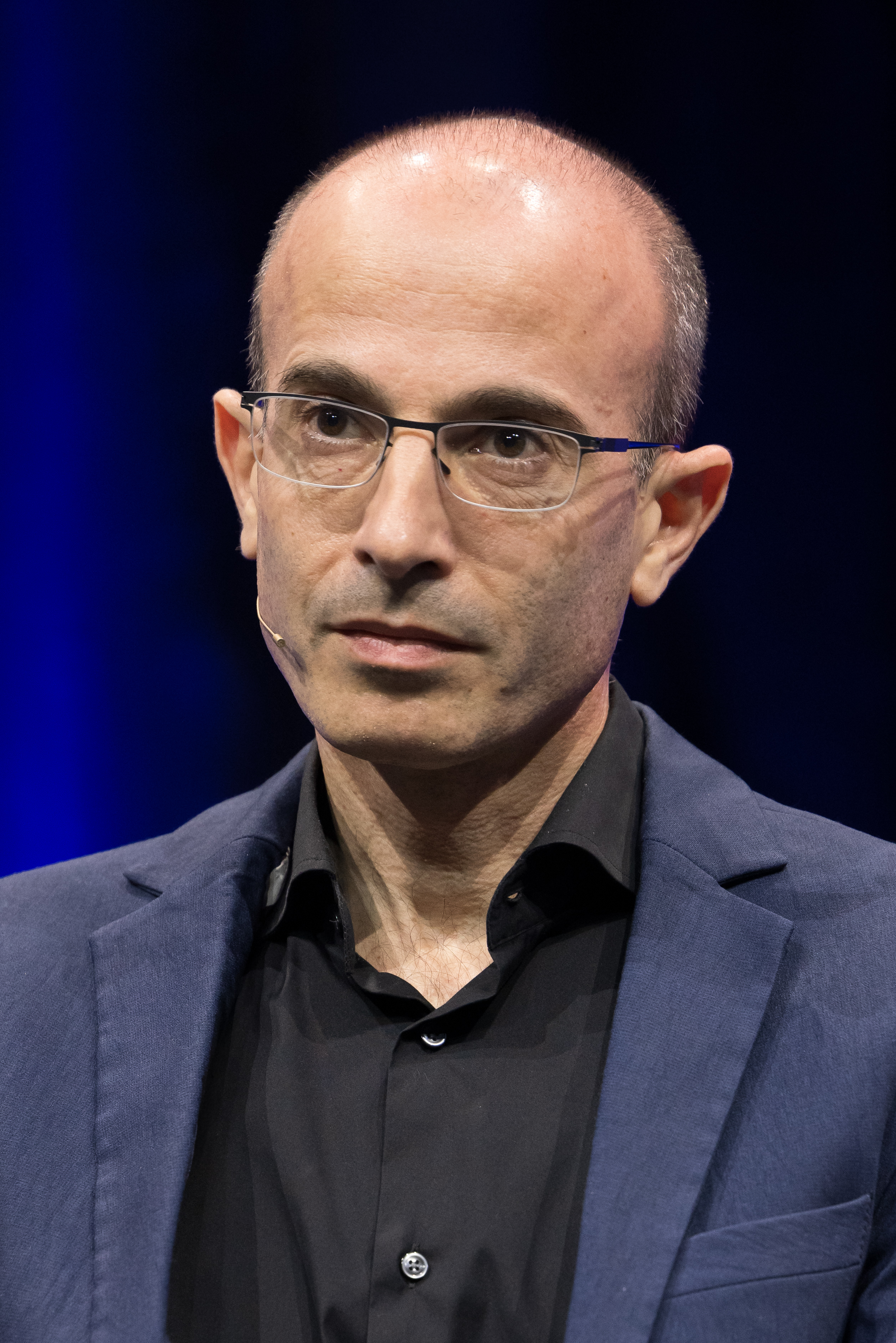
Yuval Harari (2024)

Yuval Noah Harari (* 24. Februar 1976 in Kirjat Ata) ist ein israelischer Historiker und Hochschullehrer. Er lehrt seit 2005 an der Hebräischen Universität Jerusalem. Er trat zunächst mit Forschungen zur Militärgeschichte und universalhistorischen Thesen hervor. Seine populärwissenschaftliche Monographie Eine kurze Geschichte der Menschheit wurde zu einem internationalen Bestseller. Auch die auf die Zukunft zielende Nachfolgepublikation Homo Deus – Eine Geschichte von Morgen sowie die auf Orientierung in der Gegenwart gerichteten 21 Lektionen für das 21. Jahrhundert erreichten in zahlreichen Übersetzungen eine breite Leserschaft.

## Leben und Werk
Harari studierte von 1993 bis 1998 an der Hebräischen Universität Jerusalem Geschichtswissenschaft. Er spezialisierte sich auf die Geschichte des Militärs im Mittelalter. Er wurde am Jesus College der University of Oxford unter der Betreuung von Steven J. Gunn promoviert (Ph.D.), dies mit der Arbeit History and I: War and the Relations between History and Personal Identity in Renaissance Military Memoirs, c. 1450–1600 (auf Deutsch: „Geschichte und Ich. Krieg und die Beziehungen zwischen Geschichte und persönlicher Identität in Memoiren von Militärs der Renaissance“). Seitdem veröffentlichte er mehrere militärhistorische Studien zu verschiedenen Epochen. 2003 wurde Harari als Post-Doktorand (Yad-Hanadiv-Fellow) an der Hebräischen Universität Jerusalem eingestellt, wo er seit 2005 lehrt.
Seit einiger Zeit beschäftigt er sich mit Weltgeschichte und makrohistorischen Prozessen. So gibt sein Buch Eine kurze Geschichte der Menschheit einen Überblick über die Entwicklung der Menschheit von prähistorischen Anfängen bis zur Jetztzeit. Die hebräischsprachige Originalausgabe wurde in Israel ein Bestseller und machte Harari zuerst dort bekannt. Seine Vorlesungen zur Weltgeschichte wurden zehntausendfach bei YouTube abgerufen. Er ist Autor einer vierzehntäglichen Kolumne in der israelischen Tageszeitung Haaretz. Seitdem wurde das Buch zuerst in englisch- und deutschsprachigen Ausgaben erfolgreich übersetzt, danach in fast 50 Sprachen. Im November 2012 wurde Harari in die neugegründete Junge Akademie Israels (The Israel Young Academy) gewählt, die junge Forscher aus Israel fördern soll; nach Überschreiten des Höchstalters von 45 Jahren ist er Alumnus dieser Akademie.
Harari lebt mit seinem Ehemann Itzik Yahav im Moschaw Mesilat Zion bei Bet Schemesch westlich von Jerusalem. Er lebt weitgehend vegan und hat mehrfach in Büchern und Artikeln das Elend domestizierter Tiere kommentiert. In einem 2015 im Guardian erschienenen Artikel nannte er die industrialisierte Massentierhaltung eines der schwersten Verbrechen der Menschheitsgeschichte und das Schicksal industriell aufgezogener Tiere eine der dringendsten ethischen Fragen unserer Zeit. Fleisch aus Zellkulturen (In-vitro-Fleisch) hält er für akzeptabel, sobald geeignete Methoden dafür entwickelt sind.
Mit seinem Ehemann betreibt Harari in Tel Aviv eine Firma mit zwölf Angestellten, die Yahav-Harari Group Ltd., zur medialen Aufbereitung und Diversifizierung von Hararis Publikationen. Eine weitere Firmengründung Yahavs und Hararis unter dem Namen Sapienship soll als soziales Unternehmen dazu beitragen, „die Probleme dieser Welt zu lösen“. Sein erfolgreiches Buch Eine kurze Geschichte der Menschheit erscheint in Zusammenarbeit mit David Vandermeulen und Daniel Casanave als vierteilige Comicadaption. Die beiden ersten Teile (Sapiens. Der Aufstieg; Sapiens. Die Falle) liegen bereits vor. Im Jahr 2020 hielt er beim Weltwirtschaftsforum den Vortrag „Wie können wir das 21. Jahrhundert überleben“ über drei existenzielle Bedrohungen: Atomkriege, ein Zusammenbruch des Ökosystems und technologische Umwälzungen.
Yuval Harari berichtete, dass seine Meditations-Praxis von täglich zwei Stunden sein Leben verändert und seine Arbeit beeinflusst habe.

## Kommentare zum Zeitgeschehen

### Auswirkungen technologischer Entwicklungen auf die menschliche Existenz
Im Zuge der digitalen Revolution und der biotechnologischen Entwicklung erwartet Harari einschneidende Veränderungen menschlicher Existenzweisen. Das Smartphone etwa werde binnen 20 bis 30 Jahren für Menschen zu einer Art zweitem Gehirn werden, das wissen werde, was wir fühlen, wollen und denken, und das über unsere Alltags- und Lebensentscheidungen bestimmen werde. Aus Menschen würden, so zitiert  Der Spiegel Harari, „hackable animals“ – Tiere, die man mit Computercode bearbeiten kann.
Gemeinsam mit mehr als 1000 Unterzeichnern warnte Harari in einem offenen Brief Ende März 2023 unter Verweis auf die rasante Entwicklung und Weiterentwicklung von ChatGPT davor, dass die Entwicklung der Künstlichen Intelligenz (KI) aus dem Ruder laufe. Die Verfasser forderten, dass alle KI-Entwickler, die an der nächsten Generation arbeiten, ihre Arbeit zunächst für sechs Monate einstellen sollten, andernfalls „die Staaten ein Moratorium verhängen“ müssten. Die Pause solle genutzt werden, um Sicherheitsprotokolle für hochentwickelte KI zu erarbeiten.

### Corona-Pandemie
In der Corona-Krise plädierte Harari angesichts des sich ständig verlagernden Zentrums der Epidemie für verstärkte internationale Kooperation. „Solange sich das Virus in anderen Gegenden ausbreitet, sind auch wir in Gefahr – es kann und wird zu uns zurückkehren. Wenn wir anderen Ländern helfen, tun wir es nicht aus Mitleid. Sondern aus Eigeninteresse.“ Den Umgang mit der Pandemie im Alltag sieht Harari auch als „riesiges soziales Experiment“ mit dauerhaftem Veränderungspotenzial. Seit Jahren lediglich geplante Onlinekurse an Universitäten seien unter Corona-Bedingungen binnen Wochen eingerichtet worden; man werde nach der Krise nicht einfach zum Ausgangszustand zurückkehren. Warnend wendet sich Harari gegen Überwachungsmaßnahmen zur Corona-Eindämmung: „Sobald die Bevölkerung sich daran gewöhnt hat, dass es gewisse Überwachungsmaßnahmen gibt, hat die Regierung keinen Grund mehr, sie nicht mehr einzusetzen. Dann wird das Kriseninstrument zum Normalzustand.“

### Putins Ukraine-Angriffskrieg
Bereits in seinem Buch 21 Lektionen für das 21. Jahrhundert kritisierte Harari Russlands Annexion der Krim 2014, indem er Wladimir Putins Behauptung, es habe keine Beteiligung russischer Truppen gegeben, als Beispiel für das postfaktische Zeitalter anführt. In der russischen Ausgabe des Buches wurde diese Passage durch ein Beispiel mit Donald Trump ersetzt. Ein weitergehendes militärisches Ausgreifen Russlands unter Putin sah Harari 2018 nicht kommen, obwohl Russland weltweit Desinformation und Subversion betreibe, um EU und NATO zu spalten. Es erschien ihm seinerzeit „wenig wahrscheinlich, dass die ehemalige Supermacht sich auf irgendeinen physischen Eroberungsfeldzug begibt. Wir können mit einiger Berechtigung hoffen, dass die Annexion der Krim und die russischen Einmischungen in Georgien und der Ostukraine Einzelfälle bleiben und nicht Vorboten einer neuen Epoche des Krieges sind.“
Als spezielles Merkmal des russischen Angriffskriegs auf die Ukraine 2022 gegenüber vielen früheren Konflikten bezeichnete es Harari in einem am 21. April 2022 in der Zeit erschienenen Interview, er sei im Wesentlichen als Krieg einer einzelnen Person begonnen worden. Bislang sei es „Putins Krieg und keiner zwischen Nationen, Kulturen oder Ideologien“. Putin habe vorgehabt, die Unabhängigkeit der Ukraine vollständig zu zerstören, da er die Existenz einer eigenständigen ukrainischen Nation verneine. Mittlerweile hätten die ukrainischen Reaktionen gezeigt, dass dieses ursprüngliche Kriegsziel für Putin unerreichbar sei. Europa und die NATO dürften zwar einerseits eine vollständige Vertreibung bzw. Auslöschung der ukrainischen Bevölkerung durch Putin gegebenenfalls nicht hinnehmen, sollten aber den Konflikt nicht eskalieren lassen, indem sie einen Regimewechsel in Russland als Ziel ausgeben.
Putins Kriegsabsichten hält Harari für rückschrittlich, sie seien aus der Zeit gefallen. Seit dem Zweiten Weltkrieg und der anschließenden atomaren Konfrontation seien die großen Erfolgsgeschichten friedliche gewesen, wie sich am Aufstieg der Kriegsverlierer Japan, Deutschland und Italien gezeigt habe. Auch China sei ohne Kriege zur Supermacht geworden, Russland hingegen zur zweitrangigen Macht mit scheiternder Wirtschaft. Imperiale Kriege, so Harari, lohnen sich nicht mehr. In einer wissensbasierten Ökonomie sei es damit vorbei, durch territoriale Expansion wirtschaftlich und an Einfluss hinzuzugewinnen. „Russland ist im Grunde nichts anderes als eine Tankstelle mit Atomwaffen.“ Doch falls Putin gewinne, sei die Friedensära der Nachkriegsjahre vorbei, weil damit Eroberungskriege für Autokraten wieder eine Option würden. „Wenn Putin gewinnt, werden die Militärausgaben weltweit in die Höhe schnellen. Unser Geld wird für Panzer und Raketen ausgegeben werden statt für Schulen und Krankenhäuser. Die ganze Welt wird ein wenig wie Russland aussehen.“
Im Falle eines Sieges der Ukraine komme es für Europa nach dem Krieg darauf an, sich mit allen Mitteln für den Wiederaufbau der Ukraine zu engagieren und das Land an Europa anzubinden. Diese Perspektive bereits jetzt zu eröffnen, hält Harari für ein wichtiges Mittel, die Entschlossenheit der Ukrainer zu stärken, was sich als der beste Schutz Europas gegen ein diktatorisches Russland erweisen werde.

### Interventionen zur israelischen Politik
Harari kritisiert den politischen Trend nach rechts in Israel. Im November 2022 sagte er in einem Interview mit Christiane Amanpour auf CNN:
»Ein großer Teil der israelischen Öffentlichkeit ist allmählich vom Glauben an eine Zweistaatenlösung zu einem zumindest impliziten Glauben an eine ›Drei-Klassen-Lösung‹ übergegangen, d. h. dass es nur ein Land zwischen dem Jordan und dem Mittelmeer gibt, in dem drei Klassen von Menschen leben: Juden, die alle Rechte haben; einige Araber, die einige Rechte haben; und andere Araber, die nur wenige oder gar keine Rechte haben. … Und das ist auch zunehmend die Position oder das Bestreben der Verantwortlichen in der Regierung.«
In einem Beitrag für den Tagesspiegel äußerte sich Harari am 16. März 2023 kritisch zum Versuch der Regierung Netanjahu, den Obersten Gerichtshof durch eine Justizreform zu schwächen, um die Gesetzgebung seiner Kontrolle zu entziehen. Er schloss sich damit den Protesten gegen die Reform an. Sie käme praktisch einer Mehrheitsdiktatur gleich, in der Minderheitenrechte ungeschützt blieben. Dies erscheint Harari umso bedrohlicher, als die Mitglieder der regierenden „rechtsextremen Koalition“ oft ihre Verachtung für Minderheitengruppen zum Ausdruck gebracht hätten. Harari bezweifelt angesichts seiner oft mehrheitskritischen Reflexionen, dass er im Lande bleiben und weiter an einem Ort arbeiten könnte, „an dem es keinen nennenswerten Schutz für die Rechte von Minderheiten und für die Meinungsfreiheit gibt.“

## Rezeption und Kritik
Mit seinen drei Bestsellerwerken Eine kurze Geschichte der Menschheit, Homo Deus – Eine Geschichte von Morgen sowie 21 Lektionen für das 21. Jahrhundert – der Spiegel schreibt von „fast 1600 Seiten Weltwissen“ – machte sich Harari einen weithin bekannten Namen und wurde international als Ideengeber oder Berater von Spitzenpolitikern und Wirtschaftsführern herangezogen. Barack Obama schätzte ihn als Inspirationsquelle; Angela Merkel, Emmanuel Macron und Sebastian Kurz trafen ihn zum Gedankenaustausch, Olaf Scholz zitierte ihn, Mark Zuckerberg fragte ihn um Rat; Bill Gates sei von seinen Büchern regelrecht berauscht, so Thomas Thiel, FAZ. Harari war 2018 und 2020 Gast beim World Economic Forum.
Neben zahlreichen positiven Reaktionen meldeten sich auch teils harsch kritische Stimmen zu Wort. Die Neurowissenschaftlerin Darshana Narayanan warf dem Autor 2022 wissenschaftlichen Betrug vor. Seine Bücher seien nie einem wissenschaftlichen Faktencheck unterzogen worden, da die Fragestellungen in der Regel so umfassend seien, dass sich Wissenschaftler als Experten auf Spezialgebieten nicht zuständig gefühlt hätten. Harari sei es so gelungen, durch gekonntes Storytelling ein Bild von der menschlichen Spezies zu zeichnen, das in vielerlei Hinsicht Überzeugungen des Silicon Valley von einer datengetriebenen Gesellschaft entspreche, aber Argumente der Humanwissenschaften unterschlage, die ein weit vielfältigeres und komplexeres Bild des Menschen zeichneten. Die Wiener Wirtschaftsinformatikerin Sarah Spiekermann-Hoff warnte, ähnlich wie Elon Musk betreibe Harari eine Art Computeranthropologie. Der Mensch sei für ihn nichts anderes als ein datenverarbeitendes System. „Das Gefährliche bei Harari ist, dass er so bekannt ist, dass er seine Ideen unseren Wissenschaftlern, Politikern und Investoren als neuesten wissenschaftlichen Stand oder gar als Zukunftsmodell verkauft – und noch dazu im Stil eines Sachbuchs.“ Ein fünfköpfiges Team unter der Leitung von Esther Görnemann und Heval Cokyasar analysierte 268 Textpassagen aus Homo Deus. Ergebnis dieses Projekts war, dass Harari die Technik überschätze und ohne sachliche Rechtfertigung Algorithmen und Datenverarbeitung mit menschlichem Denken, menschlicher Identität und menschlichem Bewusstsein gleichsetze.
Nils Güttler (ETH Zürich) sieht Hararis Werke als Beispiel eines populärwissenschaftlichen Literaturtypus nach Art der „Big History“, was im Falle von Hararis Menschheitsgeschichte ein Plädoyer für „marktgesteuerte, industrienahe und zukunftsorientierte Formen der Wissensproduktion“ ergebe. Er verkörpere damit neben anderen einen „neuen Modus von Geisteswissenschaft“, in der „der Historiker […] zum Unternehmer“ werde.
Daniel Immerwahr kritisierte ebenfalls die makroskopische Perspektive Hararis und sein vermeintlich deterministisches Geschichtsbild. Die Prognose der Risiken künstlicher Intelligenz in Hararis Nexus biete weder Handlungsempfehlungen an noch würden die bewussten Entscheidungen bei Entwicklung und Einsatz der Technologie berücksichtigt.

## Auszeichnungen
- 2017: Wissensbuch des Jahres, für Homo Deus
- 2017: Deutscher Wirtschaftsbuchpreis, für Homo Deus
- 2017: proZukunft Top Ten der Zukunftsliteratur 2017, für Homo Deus[40]
- 2019: Benennung eines Asteroiden nach ihm: (495287) Harari.
- 2019: Wissensbuch des Jahres, für 21 Lektionen für das 21. Jahrhundert

## Schriften (Auswahl)
Eine Liste von Hararis Publikationen findet sich auf seiner Website.
- The Military Role of the Frankish Turcopoles. A Reassessment. In: Mediterranean Historical Review. Bd. 12, 1997, S. 75–116.
- Renaissance Military Memoirs. War, History and Identity, 1450–1600. Boydell & Brewer, Woodbridge 2004. (Buchversion der Dissertation).
- Martial Illusions. War and Disillusionment in Twentieth-Century and Renaissance Military Memoirs. In: Journal of Military History. Bd. 69, 2005, S. 43–72.
- Special Operations in the Age of Chivalry, 1100–1550. Boydell & Brewer, Woodbridge 2007.
- Military Memoirs. A Historical Overview of the Genre from the Middle Ages to the Late Modern Era. In: War in History. Bd. 14, 2007, S. 289–309.
- The Concept of ‘Decisive Battles’ in World History. In: The Journal of World History. Bd. 18, 2007, S. 251–266.
- The Ultimate Experience. Battlefield Revelations and the Making of Modern War Culture, 1450–2000. Palgrave-Macmillan, Houndmills 2008.
- Combat Flow. Military, Political and Ethical Dimensions of Subjective Well-Being in War. In: Review of General Psychology. Bd. 12, 2008, S. 253–264.
- Armchairs, Coffee and Authority. Eye-Witnesses and Flesh-Witnesses Speak about War, 1100–2000. In: The Journal of Military History. Bd. 74, 2010, S. 53–78.
- Eine kurze Geschichte der Menschheit. Übersetzung aus dem Englischen von Jürgen Neubauer. DVA, München 2013, ISBN 978-3-421-04595-9 (Erschienen 2011 in Israel).
- Homo Deus – Eine Geschichte von Morgen. Übersetzung aus dem Englischen von Andreas Wirthensohn. C. H. Beck, München 2017, ISBN 978-3-406-70401-7.
- 21 Lektionen für das 21. Jahrhundert. Übersetzung aus dem Englischen von Andreas Wirthensohn. C. H. Beck, München 2018, ISBN 978-3-406-72778-8.
- Fürsten im Fadenkreuz. Übersetzung aus dem Englischen von Andreas Wirthensohn. C. H. Beck, München 2020, ISBN 978-3-406-75037-3.
- Sapiens. Der Aufstieg. Übersetzung aus dem Englischen von Andreas Wirthensohn. C. H. Beck, München 2020, ISBN 978-3-406-75893-5.
- Sapiens. Die Falle. Übersetzung aus dem Englischen von Andreas Wirthensohn. C. H. Beck, München 2021, ISBN 978-3-406-77751-6.
- Wie wir Menschen die Welt eroberten. Übersetzung aus dem Englischen von Birgit Niehaus, DTV, München 2022, ISBN 978-3-423-76396-7.
- Nexus. Eine kurze Geschichte der Informationsnetzwerke von der Steinzeit bis zur künstlichen Intelligenz. Übersetzung aus dem Englischen von Jürgen Neubauer und Andreas Wirthensohn, Penguin Random House, München 2024, ISBN 978-3-328-60375-7.